# 지에구 펠리클리스 다 시우바
지에구 펠리클리스 다 시우바(포르투갈어: Diego Pelicles da Silva , 1982년 10월 23일)은 브라질의 축구 선수이다. K리그 공식 등록명은 띄어쓰기 없이 디에고이며 광주 FC 소속으로 2015 시즌 K리그 클래식 승격을 이끌었다.